# Segunda División de Andorra 2023-24
La Segunda División de Andorra 2023-24 (en catalán: Segona Divisió de Andorra 2023-24), oficialmente y por motivos de patrocinio Lliga UNIDA, fue la 25.ª edición de la Segunda División de Andorra. La temporada comenzó el 1 de octubre de 2023 y finalizó el 19 de mayo de 2024.

## Equipos participantes
| Equipo                    | Localidad               | 2022-23                |
| ------------------------- | ----------------------- | ---------------------- |
| La Massana                | La Massana              | 5.º                    |
| UE Santa Coloma B         | Santa Coloma de Andorra | 10.º                   |
| Ranger's                  | Andorra la Vieja        | 6°                     |
| Atlètic Club d'Escaldes B | Las Escaldas-Engordany  | No participó           |
| FC Santa Coloma B         | Santa Coloma de Andorra | 8.º                    |
| Sant Julià                | San Julián de Loria     | Primera División (8.º) |

### Equipos por parroquia
| \| Parroquia \| N.º \| Equipos \| \| ---------------------- \| --- \| ----------------------------------------------- \| \| Andorra la Vieja \| 3 \| UE Santa Coloma B, Ranger's y FC Santa Coloma B \| \| Las Escaldas-Engordany \| 1 \| Atlètic Club d'Escaldes B \| \| La Massana \| 1 \| La Massana \| \| San Julián de Loria \| 1 \| Sant Julià \| |     |                                                 |
| Parroquia | N.º | Equipos                                         |
| Andorra la Vieja | 3   | UE Santa Coloma B, Ranger's y FC Santa Coloma B |
| Las Escaldas-Engordany | 1   | Atlètic Club d'Escaldes B                       |
| La Massana | 1   | La Massana                                      |
| San Julián de Loria | 1   | Sant Julià                                      |

## Sistema de competición
Esta temporada, la liga constó de seis equipos. Los equipos jugaron entre sí en cuatro rondas para un total de 20 partidos cada uno. El campeón de la liga ascendió a la Primera División de la próxima temporada. El equipo ubicado en el segundo puesto jugó una promoción a doble partido contra el penúltimo colocado  de la primera división. Los tres equipos filiales no pudieron ascender.

## Clasificación
| Pos. | Equipo                    | Pts. | PJ | G  | E | P  | GF | GC | Dif. | Clasificación                                |
| ---- | ------------------------- | ---- | -- | -- | - | -- | -- | -- | ---- | -------------------------------------------- |
| 1    | La Massana (C, A)         | 36   | 16 | 12 | 0 | 4  | 52 | 19 | +33  | Campeón y ascenso a Primera División 2024-25 |
| 2    | Ranger's (O, A)           | 22   | 16 | 8  | 1 | 7  | 52 | 27 | +25  | Clasificado al play-off de promoción         |
| 3    | UE Santa Coloma B         | 21   | 16 | 6  | 3 | 7  | 25 | 35 | −10  |                                              |
| 4    | Atlètic Club d'Escaldes B | 18   | 16 | 5  | 3 | 8  | 20 | 41 | −21  |                                              |
| 5    | FC Santa Coloma B         | 16   | 16 | 5  | 1 | 10 | 24 | 51 | −27  |                                              |
| 6    | Sant Julià (E)            | 0    | 0  | 0  | 0 | 0  | 0  | 0  | 0    | Se retiró.                                   |

Actualizado a los partidos jugados el 19 de mayo de 2024.
 Fuente: FAF
Notas:
1. ↑  se le descontaron 3 puntos

## Fixture
- Los horarios corresponden a la CET (Hora Central Europea) UTC+1 en horario estándar y UTC+2 en horario de verano.

### Primera vuelta
| La Massana                | 3 - 0 | UE Santa Coloma B | CE Francesc Vila | 1 de octubre | 11:00 |
| Atlètic Club d'Escaldes B | 2 - 1 | FC Santa Coloma B | CE Francesc Vila | 1 de octubre | 17:00 |

| FC Santa Coloma B | 2 - 3 | La Massana | CE Francesc Vila | 8 de octubre    | 14:00 |
| UE Santa Coloma B | 3 - 2 | Ranger's   | CE Francesc Vila | 19 de noviembre | 11:00 |

| UE Santa Coloma B | 0 - 3 | FC Santa Coloma B         | CE Francesc Vila | 21 de octubre | 20:30 |
| Ranger's          | 0 - 3 | Atlètic Club d'Escaldes B | CE Francesc Vila | 22 de octubre | 14:00 |

| Ranger's                  | 0 - 3 | FC Santa Coloma B | Victoria Adjudicada | Victoria Adjudicada | Victoria Adjudicada |
| Atlètic Club d'Escaldes B | 4 - 2 | La Massana        | CE Francesc Vila    | 29 de octubre       | 17:00               |

| UE Santa Coloma B | 1 - 1 | Atlètic Club d'Escaldes B | CE Francesc Vila | 12 de noviembre | 11:00 |
| La Massana        | 6 - 0 | Ranger's                  | CE Francesc Vila | 12 de noviembre | 17:00 |

### Segunda vuelta
| FC Santa Coloma B | 1 - 5 | La Massana | CE Francesc Vila | 26 de noviembre | 11:00 |
| UE Santa Coloma B | 1 - 0 | Ranger's   | CE Francesc Vila | 26 de noviembre | 14:00 |

| La Massana        | 1 - 0 | Atlètic Club d'Escaldes B | CE Francesc Vila | 3 de diciembre | 14:00 |
| FC Santa Coloma B | 3 - 2 | Ranger's                  | CE Francesc Vila | 21 de enero    | 11:00 |

| La Massana                | 4 - 0 | Ranger's          | CE Francesc Vila | 10 de diciembre | 11:00 |
| Atlètic Club d'Escaldes B | 1 - 1 | UE Santa Coloma B | CE Francesc Vila | 21 de enero     | 15:00 |

| Atlètic Club d'Escaldes B | 1 - 3 | Ranger's          | CE Francesc Vila | 28 de enero | 11:00 |
| UE Santa Coloma B         | 2 - 1 | FC Santa Coloma B | CE Francesc Vila | 28 de enero | 14:00 |

| Atlètic Club d'Escaldes B | 1 - 0 | FC Santa Coloma B | CE Francesc Vila | 4 de febrero | 11:00 |
| La Massana                | 4 - 1 | UE Santa Coloma B | CE Francesc Vila | 4 de febrero | 17:00 |

### Tercera vuelta
| La Massana | 2 - 0 | FC Santa Coloma B | CE Francesc Vila | 18 de febrero | 14:00 |
| Ranger's   | 2 - 2 | UE Santa Coloma B | CE Francesc Vila | 18 de febrero | 17:00 |

| UE Santa Coloma B | 5 - 4 | La Massana                | CE Francesc Vila | 25 de febrero | 11:00 |
| FC Santa Coloma B | 2 - 2 | Atlètic Club d'Escaldes B | CE Francesc Vila | 25 de febrero | 14:00 |

| Atlètic Club d'Escaldes B | 0 - 4 | La Massana        | CE Francesc Vila | 3 de marzo | 14:00 |
| Ranger's                  | 3 - 1 | FC Santa Coloma B | CE Francesc Vila | 3 de marzo | 17:00 |

| Ranger's          | 4 - 0 | Atlètic Club d'Escaldes B | CE Francesc Vila | 24 de marzo | 14:00 |
| FC Santa Coloma B | 0 - 3 | UE Santa Coloma B         | CE Francesc Vila | 24 de marzo | 17:00 |

| UE Santa Coloma B | 1 - 3 | Atlètic Club d'Escaldes B | CE Francesc Vila | 7 de abril  | 14:00 |
| Ranger's          | 1 - 0 | La Massana                | CE Francesc Vila | 28 de abril | 17:00 |

### Cuarta vuelta
| FC Santa Coloma B | 3 - 1 | Atlètic Club d'Escaldes B | CE Francesc Vila | 14 de abril | 11:00 |
| UE Santa Coloma B | 1 - 2 | La Massana                | CE Francesc Vila | 14 de abril | 14:00 |

| Ranger's   | 6 - 0 | UE Santa Coloma B | CE Francesc Vila | 21 de abril | 13:30 |
| La Massana | 8 - 1 | FC Santa Coloma B | CE Francesc Vila | 21 de abril | 18:30 |

| Atlètic Club d'Escaldes B | 0 - 12 | Ranger's          | CE Francesc Vila | 5 de mayo | 14:00 |
| FC Santa Coloma B         | 3 - 2  | UE Santa Coloma B | CE Francesc Vila | 5 de mayo | 17:00 |

| FC Santa Coloma B | 0 - 15 | Ranger's                  | CE Francesc Vila | 12 de mayo | 14:00 |
| La Massana        | 4 - 1  | Atlètic Club d'Escaldes B | CE Francesc Vila | 12 de mayo | 17:00 |

| Ranger's                  | 2 - 0 | La Massana        | Centre d'Entrenament de la FAF 2 | 10 de mayo | 20:30 |
| Atlètic Club d'Escaldes B | 0 - 2 | UE Santa Coloma B | CE Francesc Vila                 | 19 de mayo | 14:00 |

## Promoción por la permanencia
El noveno colocado en la clasificación de la primera división disputó una serie a doble partido, uno como visitante y otro como local, ante el cuarto colocado de la Segunda División. El ganador de la eliminatoria participó de la siguiente temporada de la Primera Divisió.
| 25 de mayo de 2024, 20:30; | FC Rànger's | 0:1 (0:0) | Carroi             | CE Francesc Vila, La Massana |                           |
|                            |             | Reporte   | Emanuel Sáez 90+2' | Árbitro(s): Luís Teixeira    | Árbitro(s): Luís Teixeira |

| 29 de mayo de 2024, 20:30;                                                                                       | Carroi | 0:2 (0:1) (t. s.) | FC Rànger's                            | Centre d'Entrenament de la FAF 1, Andorra la Vieja |                                           |
| |        | Reporte           | Isaac Caracuel 17' · Armando León 114' | Árbitro(s): Rui Filipe Gonçalves Pinheiro          | Árbitro(s): Rui Filipe Gonçalves Pinheiro |
| El FC Rànger's ascendió y jugó la Primera División y el Carroi jugó la Segunda División en la proxima temporada. |        |                   |                                        |                                                    |                                           |

## Goleadores
- Actualizado el 19 de mayo de 2024.

| Pos. | Jugador          | Club                      | Goles |
| ---- | ---------------- | ------------------------- | ----- |
| 1    | Armando León     | Ranger's                  | 16    |
| 2    | Iván Fernández   | La Massana                | 8     |
| 3    | Carlos González  | Ranger's                  | 7     |
| 4    | Daniel Bernabeu  | Atlètic Club d'Escaldes B | 6     |
|      | Joel Palau       | La Massana                | 6     |
| 6    | Sebastia Bertrán | La Massana                | 5     |
|      | Pedro Muñoz      | La Massana                | 5     |
|      | Henry Londero    | Ranger's                  | 5     |
|      | Nelson Mendes    | FC Santa Coloma B         | 5     |